# Vòng loại Giải vô địch bóng đá thế giới 1974
Có tổng cộng 99 đội tuyển quốc gia tham gia vòng loại Giải vô địch bóng đá thế giới 1974, cạnh tranh cho 16 suất tham dự vòng chung kết. Tây Đức (với tư cách chủ nhà) và Brasil (với tư cách đương kim vô địch) giành quyền tham dự trực tiếp, 14 suất còn lại cho các đội thi đấu vòng loại.
Phân bổ 16 suất dự vòng chung kết World Cup 1974 cho các khu vực như sau:
- Châu Âu (UEFA): 9,5 suất. Trong đó, 1 suất thuộc về Tây Đức (chủ nhà), 8,5 suất còn lại được 32 đội tuyển cạnh tranh. Đội giành được 0,5 suất sẽ tham dự trận play-off liên lục địa gặp đại diện từ khu vực CONMEBOL.
- Nam Mỹ (CONMEBOL): 3,5 suất. Trong đó, 1 suất dành cho Brasil (đương kim vô địch), 2,5 suất còn lại được 9 đội tuyển cạnh tranh. Đội giành được 0,5 suất sẽ tham dự trận play-off liên lục địa gặp đại diện từ khu vực UEFA.
- Bắc, Trung Mỹ và Caribe (CONCACAF): 1 suất, 14 đội tuyển tranh tài.
- Châu Phi (CAF): 1 suất, 24 đội tuyển cạnh tranh.
- Châu Á (AFC) và Châu Đại Dương (OFC): 1 suất, 18 đội tuyển thi đấu tranh giành.

Tổng cộng có 90 đội đã thi đấu ít nhất một trận trong vòng loại. Có 226 trận đấu được tổ chức, với tổng số 620 bàn thắng được ghi, đạt trung bình 2,74 bàn/trận.

## Vòng loại khu vực

### AFC và OFC
Úc vượt qua vòng loại.

### CAF
Zaire vượt qua vòng loại.

### CONCACAF
Haiti vượt qua vòng loại.

### CONMEBOL
Bảng 1 – Uruguay vượt qua vòng loại.
Bảng 2 – Argentina vượt qua vòng loại.
Bảng 3 – Chile giành quyền tham dự play-off UEFA / CONMEBOL.

### UEFA
Bảng 1 – Thụy Điển vượt qua vòng loại.
Bảng 2 – Ý vượt qua vòng loại.
Bảng 3 – Hà Lan vượt qua vòng loại.
Bảng 4 – Đông Đức vượt qua vòng loại.
Bảng 5 – Poland vượt qua vòng loại.
Bảng 6 – Bulgaria vượt qua vòng loại.
Bảng 7 – Nam Tư vượt qua vòng loại.
Bảng 8 – Scotland vượt qua vòng loại.
Bảng 9 – Liên Xô giành quyền tham dự play-off UEFA / CONMEBOL.

## Play-off liên lục địa
Các đội thi đấu theo thể thức lượt đi – lượt về sân nhà – sân khách. Đội thắng chung cuộc sẽ giành quyền tham dự vòng chung kết.

Trận lượt về bị hủy bỏ sau khi Liên Xô bị loại do từ chối di chuyển đến Santiago để thi đấu lượt về, với lý do liên quan đến cuộc đảo chính tại Chile năm 1973 và các vụ xử tử tù nhân phe cánh tả tại sân vận động Santiago. Trận đấu vẫn được tiến hành một cách tượng trưng, với 11 cầu thủ Chile thi đấu mà không có đối thủ trước hàng nghìn khán giả bối rối. Các cầu thủ Chile chuyền bóng qua lại trong vài phút, trước khi đội trưởng đưa bóng vào khung thành trống, hoàn tất nghi thức và giành quyền đi tiếp.
| Đội 1   | TTS  | Đội 2 | Lượt đi | Lượt về |
| ------- | ---- | ----- | ------- | ------- |
| Liên Xô | w.o. | Chile | 0–0     | 0–2     |

## Đội tuyển vượt qua vòng loại

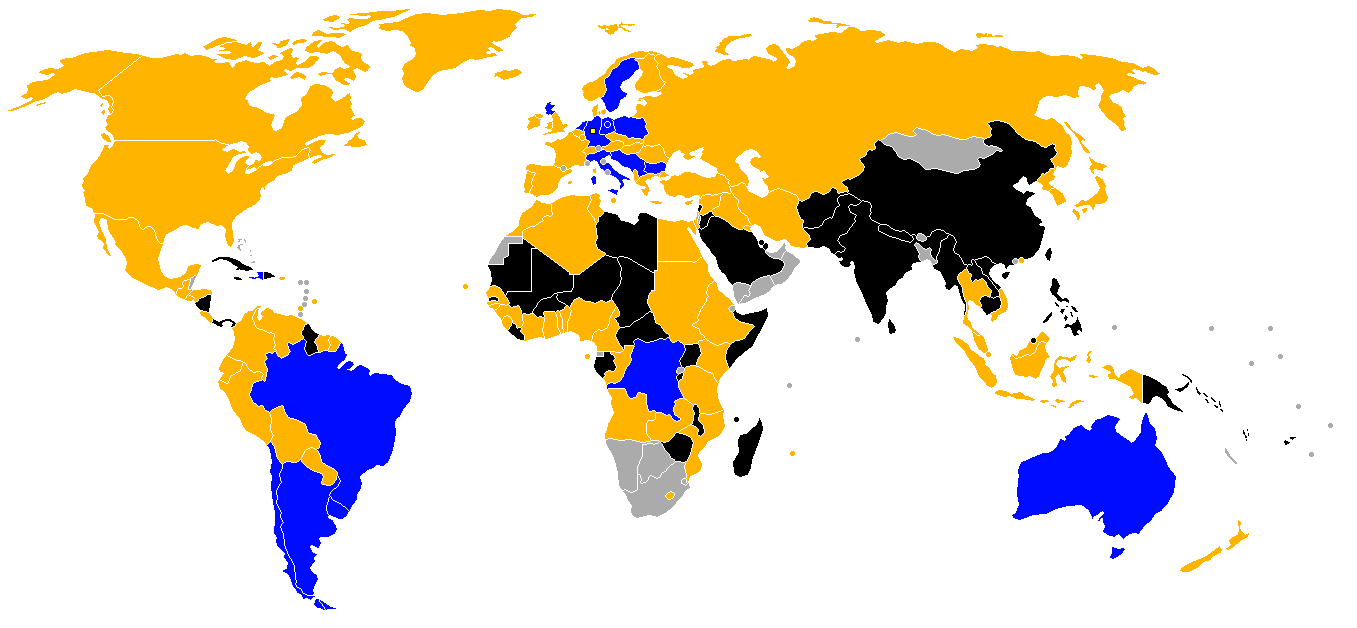
Quốc gia vượt qua vòng loại World Cup
Quốc gia không vượt qua vòng loại
Quốc gia không tham dự
Quốc gia không phải thành viên FIFA

Dưới đây là 16 đội vượt qua vòng của Giải vô địch bóng đá thế giới 1974:
| Đội tuyển                  | Ngày vượt qua vòng loại | Số lần tham dự vòng chung kết | Chuỗi tham dự liên tiếp | Lần cuối tham dự |
| -------------------------- | ----------------------- | ----------------------------- | ----------------------- | ---------------- |
| Argentina                  | 7 tháng 10 năm 1973     | 6                             | 1                       | 1966             |
| Úc                         | 13 tháng 11 năm 1973    | 1                             | 1                       | —                |
| Brasil (đương kim vô địch) | 21 tháng 6 năm 1970     | 10                            | 10                      | 1970             |
| Bulgaria                   | 14 tháng 11 năm 1973    | 4                             | 4                       | 1970             |
| Chile                      | 21 tháng 11 năm 1973    | 5                             | 1                       | 1966             |
| Đông Đức                   | 13 tháng 11 năm 1973    | 1                             | 1                       | —                |
| Haiti                      | 14 tháng 12 năm 1973    | 1                             | 1                       | —                |
| Ý                          | 20 tháng 10 năm 1973    | 8                             | 4                       | 1970             |
| Hà Lan                     | 18 tháng 11 năm 1973    | 3                             | 1                       | 1938             |
| Ba Lan                     | 17 tháng 10 năm 1973    | 2                             | 1                       | 1938             |
| Scotland                   | 26 tháng 9 năm 1973     | 3                             | 1                       | 1958             |
| Thụy Điển                  | 27 tháng 11 năm 1973    | 6                             | 2                       | 1970             |
| Uruguay                    | 8 tháng 7 năm 1973      | 7                             | 4                       | 1970             |
| Tây Đức (chủ nhà)          | 6 tháng 7 năm 1966      | 8                             | 6                       | 1970             |
| Nam Tư                     | 13 tháng 2 năm 1974     | 6                             | 1                       | 1962             |
| Zaire                      | 9 tháng 12 năm 1973     | 1                             | 1                       | —                |

## Cầu thủ ghi bàn
12 bàn thắng
- Steve David

11 bàn thắng
- Emmanuel Sanon

7 bàn thắng
- Hristo Bonev
- Joachim Streich
- Luigi Riva
- Johan Cruyff

6 bàn thắng
- William Ouma
- Kembo Uba Kembo

5 bàn thắng
- Rubén Ayala
- Kwasi Owusu
- Emmanuel Sanon
- Sabah Hatim
- Moshe Onana
- Ahmed Faras
- Willy Brokamp
- Florea Dumitrache
- Roland Sandberg

4 bàn thắng
- Adrian Alston
- Raoul Lambert
- Jürgen Sparwasser
- Octavio Muciño
- Johan Neeskens
- Arnold Robert Zebeda
- Ralf Edström
- Bo Larsson
- Sammy Llewellyn
- Kakoko Etepé
- Jean-Kalala N'Tumba

3 bàn thắng
- Josef Hickersberger
- Kurt Jara
- Attila Abonyi
- Ray Baartz
- Jimmy Mackay
- Georgi Denev
- Willington Ortiz
- Zdeněk Nehoda
- Bohumil Veselý
- Tariku Ingdawerk
- Jean-Claude Désir
- Rigoberto Gómez
- Rubén Guifarro
- Ferenc Bene
- Parviz Ghelichkhani
- Horacio López Salgado
- Moustapha Choukri
- Tor Egil Johansen
- Chung Kyu-poong
- Kim Jae-han
- Joseph Chahrestan
- Raymond Roberts
- Fernando Morena
- Willy Roy
- Dušan Bajević
- Freddie Mwila
- Moses Simwala
- Brighton Sinyangwe

2 bàn thắng
- Miguel Ángel Brindisi
- Patrick Morris
- August Starek
- Branko Buljevic
- Ernie Campbell
- Ray Richards
- Léon Dolmans
- Odilon Polleunis
- Bozhil Kolev
- Noël Kouamé
- Bernard N'Guessan
- Mama Ouattara
- Bernd Bransch
- Hans-Jürgen Kreische
- Wolfram Löwe
- Washington Muñoz
- Abwcari Gariba
- Osei Kofi
- Ibrahim Sunday
- Nelson Melgar
- Chérif Souleymane
- Yuen Kuen-Chu
- Jorge Bran
- Lajos Kocsis
- Sándor Zámbó
- Iswadi Idris
- Sarman Panggabean
- Terry Conroy
- Ali Kadhim
- Zvi Rozen
- Itzhak Shum
- Mordechai Spiegler
- Gianni Rivera
- Kunishige Kamamoto
- Hamad Bo Hamad
- Daniel Imbert
- Juan Manuel Borbolla
- Enrique Borja
- Fernando Bustos
- Cesário Victorino
- Wim van Hanegem
- Yakubu Mambo
- Kenneth Olayombo
- Alan Vest
- Ma Jung-U
- Trevor Anderson
- Harry Hestad
- Adalberto Escobar
- Saturnino Arrúa
- Jorge Insfran
- Hugo Sotil
- Jan Domarski
- Robert Gadocha
- Rui Jordão
- Nené
- Ion Dumitru
- Dumitru Marcu
- Mircea Sandu
- Cha Bum-kun
- Volodymyr Onyshchenko
- José Claramunt
- Rubén Óscar Valdez
- Armand Doesburg
- Arnold Miller
- Edwin Schalf
- Ove Kindvall
- Leopold Brewster
- Everald Cummings
- Leroy Spann
- Ezzedine Chakroun
- Mohieddine Habita
- Osman Arpacıoğlu
- Luis Cubilla
- Gene Geimer
- Stanislav Karasi
- Bernard Chanda
- Godfrey Chitalu
- Joseph Mapulanga

1 bàn thắng
- Sabah Bizi
- Mihal Gjika
- Ramazan Rragami
- Rabah Gamouh
- Mokhtar Kalem
- Vernon Edwards
- Oscar Fornari
- Carlos Guerini
- Doug Utjesenovic
- Peter Wilson
- Franz Hasil
- Roland Hattenberger
- Norbert Hof
- Helmut Köglberger
- Thomas Parits
- Peter Pumm
- Jean Dockx
- Paul van Himst
- Frans Janssens
- Raúl Morales
- Atanas Mihaylov
- Jimmy Douglas
- Glen Johnson
- Ike MacKay
- Buzz Parsons
- Brian Robinson
- Bruce Twamley
- Paul-Gaston Ndongo
- Sergio Ahumada
- Julio Crisosto
- Rogelio Farias
- Francisco Valdés
- Jean-Michel M'Bono
- Noël Minga
- Nemesia Cárcamo
- Wálter Elizondo
- Asdrúbal Paniagua
- Roy Sáenz
- Kouman Kobinam
- Laurent Pokou
- Kokos Antoniou
- Přemysl Bičovský
- Vladimír Hagara
- Ladislav Petráš
- Damien Kamilou
- Ole Bjørnmose
- Finn Laudrup
- Peter Ducke
- Ítalo Estupiñán
- Colin Bell
- Allan Clarke
- Norman Hunter
- Sayed Abdelrazak
- Ali Khalil
- Tekeste Gebremedhin
- Kassahun Teka
- Seyoum Tesfaye
- Jarmo Manninen
- Olavi Rissanen
- Miikka Toivola
- Georges Bereta
- Serge Chiesa
- Jean-Michel Larqué
- Akuetteh Armah
- Joseph Ghartey
- Clifford Odame
- Joseph Sam
- Antonis Antoniadis
- Mimis Domazos
- Kostas Eleftherakis
- Giorgos Koudas
- Maxime Camara
- Smith Samuel
- Petit Sory
- Soriba Soumah
- Juan Banegas
- Benjamín Monterroso
- René Morales
- Jorge Roldán
- Claude Barthélemy
- Pierre Bayonne
- Guy François
- Guy Saint-Vil
- Roger Saint-Vil
- Philippe Vorbe
- Óscar Rolando Hernández
- Roberto Soza
- Jorge Urquía
- Kwok Ka-Ming
- Lo Hung-Hoi
- László Bálint
- Antal Dunai
- István Juhász
- Mihály Kozma
- Csaba Vidáts
- Elmar Geirsson
- Örn Óskarsson
- Andjas Asmara
- Ali Jabbari
- Akbar Kargarjam
- Mehdi Monajati
- Ali Parvin
- Mohammad Sadeghi
- Gholam Vafakhah
- Douglas Aziz
- Riyadh Nouri
- Bashar Rashid
- Salah Obeid
- Mick Martin
- Ray Treacy
- George Borba
- Zvi Farkash
- Pietro Anastasi
- Fabio Capello
- Giorgio Chinaglia
- Shusaku Hirasawa
- Koji Mori
- Daniel Anyanzwa
- Peter Ouma
- John Shore
- Ibrahim Al Duraihem
- Fathi Kameel
- Nico Braun
- Gilbert Dussier
- Shaharuddin Abdullah
- Harun Jusoh
- Anton Camilleri
- Anwar Jackaria
- Manuel Lapuente
- Héctor Pulido
- Sergio Ceballos Aldape
- Hassan Amcharrat
- Chérif Fetoui
- Maouhoub Ghazouani
- Mohamed Maghfour
- Arie Haan
- Barry Hullshoff
- Theo de Jong
- Piet Keizer
- René van der Kerkhof
- Dick Schneider
- Rignald Alfonso Clemencia
- Adelbert Toppenberg
- Siegfried Schoop
- Erroll Maximino St. Jago
- Dennis Tindall
- Brian Turner
- Sunday Oyarekhua
- An Se-Uk
- Kim Jong-Min
- Pak Sung-Jin
- Sammy Morgan
- Liam O'Kane
- Martin O'Neill
- Jan Fuglset
- Tom Lund
- Per Pettersen
- Harald Sunde
- Pedro Alcides Bareiro
- Juvencio Osorio
- Héctor Bailetti
- Grzegorz Lato
- Włodzimierz Lubański
- Humberto Coelho
- Eusébio
- Chico Faria
- Artur Jorge
- Alfredo Quaresma
- António Simões
- Emerich Dembrovschi
- Nicolae Dobrin
- Dudu Georgescu
- Radu Nunweiller
- Nicolae Pantea
- Teodor Tarălungă
- Jimmy Bone
- Kenny Dalglish
- Joe Harper
- Jim Holton
- Joe Jordan
- Peter Lorimer
- Lou Macari
- Willie Morgan
- Louis Gomis Diop
- Ko Jae-wook
- Park Yi-chun
- Oleh Blokhin
- Vladimir Fedotov
- Viktor Kolotov
- Amancio Amaro
- Juan Manuel Asensi
- Roberto Juan Martínez
- Juan Cruz Sol
- Izzeldin Osman
- Eugene Sordam
- Ove Grahn
- Dag Szepanski
- Rolf Blättler
- Karl Odermatt
- Nabil Nano
- Samir Said
- Abdulghani Tatiche
- Nassoro Mashoto
- Warren Archibald
- Abdesselam Adhouma
- Köksal Mesçi
- Mehmet Türkkan
- Melih Atacan
- Denís Milar
- Rudy Getzinger
- Trevor Hockey
- Leighton James
- John Toshack
- Jovan Aćimović
- Josip Katalinski
- Ivica Šurjak
- Mbungu Ekofa
- Mavuba Mafuila
- Mayanga Maku
- Kamunda Tshinabu
- Obby Kapita
- Simon Kaushi
- Burton Mugala
- Boniface Simutowe

1 own goal
- Bobby Hogg (trong trận gặp New Zealand)
- Siegfried Brunken (trong trận gặp Trinidad và Tobago)
- Einar Gunnarsson (trong trận gặp Bỉ)
- Charles Spiteri (trong trận gặp Áo)
- Maurice Tillotson (trong trận gặp Indonesia)
- Nguyễn Vinh Quang (trong trận gặp Nhật Bản)
- Supakit Meelarpkit (trong trận gặp Việt Nam Cộng hòa)
- Josip Katalinski (trong trận gặp Hy Lạp)